# Foyle
El Foyle es un río del noroeste de Irlanda, cuyo curso se extiende desde la confluencia de los ríos Finn y Mourne en Strabane, en el condado de Tyrone, Irlanda del Norte, hasta la ciudad de Derry, donde desemboca en el lago Foyle y, después, en el océano Atlántico. Es famoso porque San Patricio, al expulsar uno de los dragones, llamado Paiste, cayó atrapado en el río, y todavía hay personas que admiten ver un reptil en estos parajes.